# Freigericht (Hessen)

Gemeindegebiet mit Ortsteilen von Freigericht

Freigericht ist eine ländliche Gemeinde im hessischen Main-Kinzig-Kreis. Sie liegt unmittelbar an der bayerischen Grenze.
Die Gemeinde Freigericht ist nicht zu verwechseln mit der historischen Region Freigericht Alzenau, zu der außer der hessischen Gemeinde Freigericht noch etliche heute bayerische Gemeinden oder Ortsteile gehörten.

## Geographie

### Geographische Lage
Freigericht liegt nahe dem Rhein-Main-Gebiet, an den Ausläufern des Spessarts, unmittelbar an der hessisch-bayerischen Grenze. Über 40 % des Gemeindegebietes sind bewaldet. Die höchste Erhebung mit 371 m ü. NN ist der Heidkopf in der Sölzert, der niedrigste Punkt liegt auf 140 m ü. NN.
Freigericht liegt zwischen 50°5' und 50°13' nördlicher Breite sowie 9°5' und 9°13' östlicher Länge. Die Gemeinde erstreckt sich auf einer Fläche von 33,42 km² in einem Seitental der Kinzig.

### Geologie
Geologisch liegt Freigericht auf der Grenze zwischen der Hessischen Rotliegend-Senke im Nordwesten und dem Kristallinen Spessart im Südosten. Die tektonische Störung, an welcher der in großer Tiefe und unter hohem seitlichem Druck zu Glimmerschiefer und Gneis gewandelte und gefaltete, mindestens 410 Mio. Jahre alte Meeresboden als Mittelgebirge (Spessart) empor gequetscht wurde, verläuft durch Neuses und Horbach.

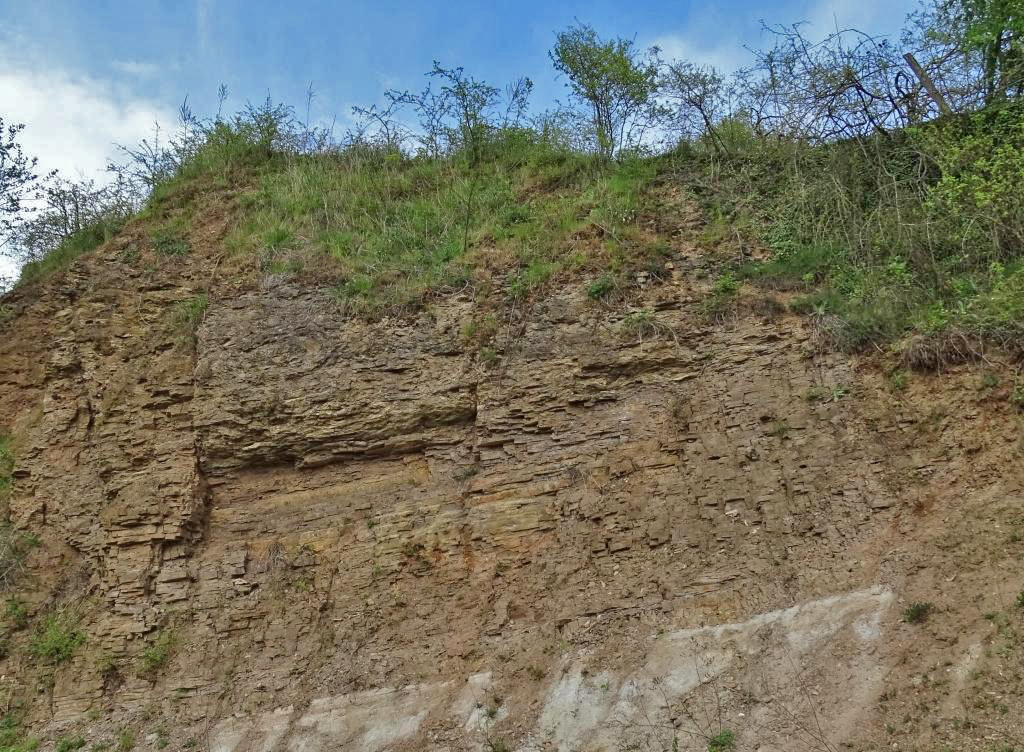
Beim Abbau des Freigerichter Zechsteindolomits wurden idiomorphe Azurit-Kristalle und seltene Fossilien entdeckt

Als geologische Besonderheit kann der Zechsteindolomit von Altenmittlau angesehen werden. Hierbei handelt es sich um ein ca. 260 Mio. Jahre altes, von verschiedenartigen Meeresorganismen gebildetes Riff, welches nur in einem stark aufgeheizten Meeresarm entstehen konnte. Beim Abbau des Zechsteindolomits zur Herstellung von Brandkalk und mineralischen Straßenbauprodukten wurden unter anderem einzigartige tafelige Azuritkristalle gefunden. In dem etwas älteren (darunter liegenden) Zechsteinkonglomerat wurden fossile Nadelbäume nachgewiesen.
Den wesentlichen Anteil des Untergrundes Freigerichts bilden oberflächennah entfestigte Tonsteine und Sandsteine des Rotliegenden (270 Mio. Jahre alt, im Gänsewald gut zu erkennen), die an den Hängen meist von Lösslehm (aus eiszeitlichem, ca. 12.000 Jahre altem Gesteinsstaub entstanden) überdeckt sind.

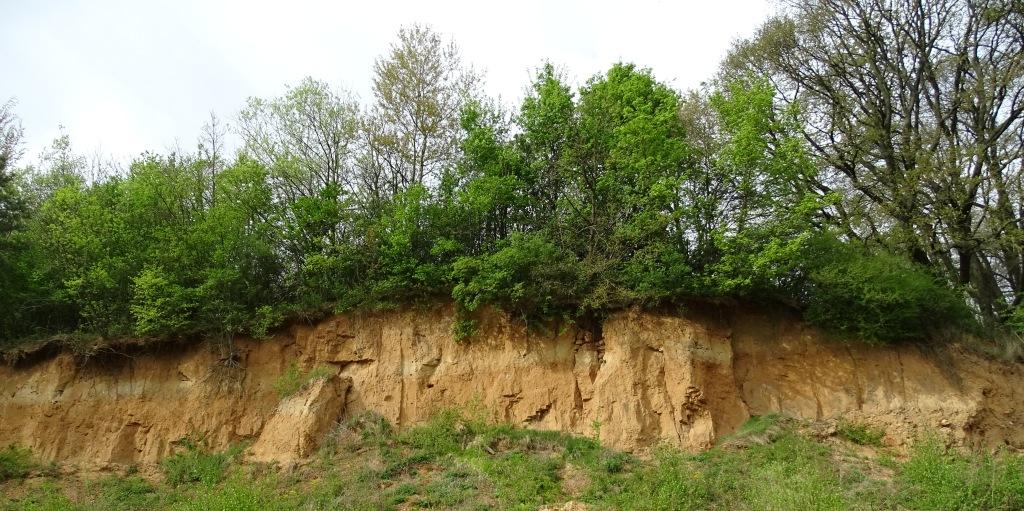
Die steilen und hohen Lösswände in Freigericht bieten seltenen Insekten und Vögeln Lebensraum

Zumindest im Nordosten von Somborn und von Bernbach sind Sande und Schotter aus der mittleren bis frühen Phase der Eiszeit (des Pleistozäns von ca. 2 Mio. bis ca. 12.000 Jahre vor heute) erhalten geblieben und enthalten vereinzelt Wirbeltierfossilien. Hasselbach und Birkisbach sind als Hauptvorfluter in Freigericht anzusehen und entwässern das Gebiet nach Nordwesten. Vermutlich der aus dem Kristallinen Spessart nach Freigericht fließende Schnellmich-Bach hat den abbauwürdigen Kiessand geschüttet, durch dessen Gewinnung zwischen Neuses und Horbach eine kleine im Wald versteckte Seenlandschaft geschaffen wurde. So interessant die geologischen Verhältnisse in Freigericht sind, so abwechslungsreich ist auch die Landschaft.
Im südlichen Teil der Gemeinde wurden diverse Hügelgräber gefunden.
Am 19. Juni 1930 fand man bei Bauarbeiten im Ortsteil Somborn einen etwa 40.000 Jahre alten Mammutzahn, der in die damalige Kreisstadt Gelnhausen verbracht wurde. Mit Errichtung des Heimatmuseums im Freigericht drang die Gemeinde (bisher vergebens) auf Rückgabe.

### Nachbargemeinden
|                         | Gemeinde Hasselroth |                        |
| Gemeinde Rodenbach      |                     | Gemeinde Linsengericht |
| Landkreis Aschaffenburg |                     |                        |
| Stadt Alzenau           | Markt Mömbris       | Gemeinde Geiselbach    |

### Gemeindegliederung

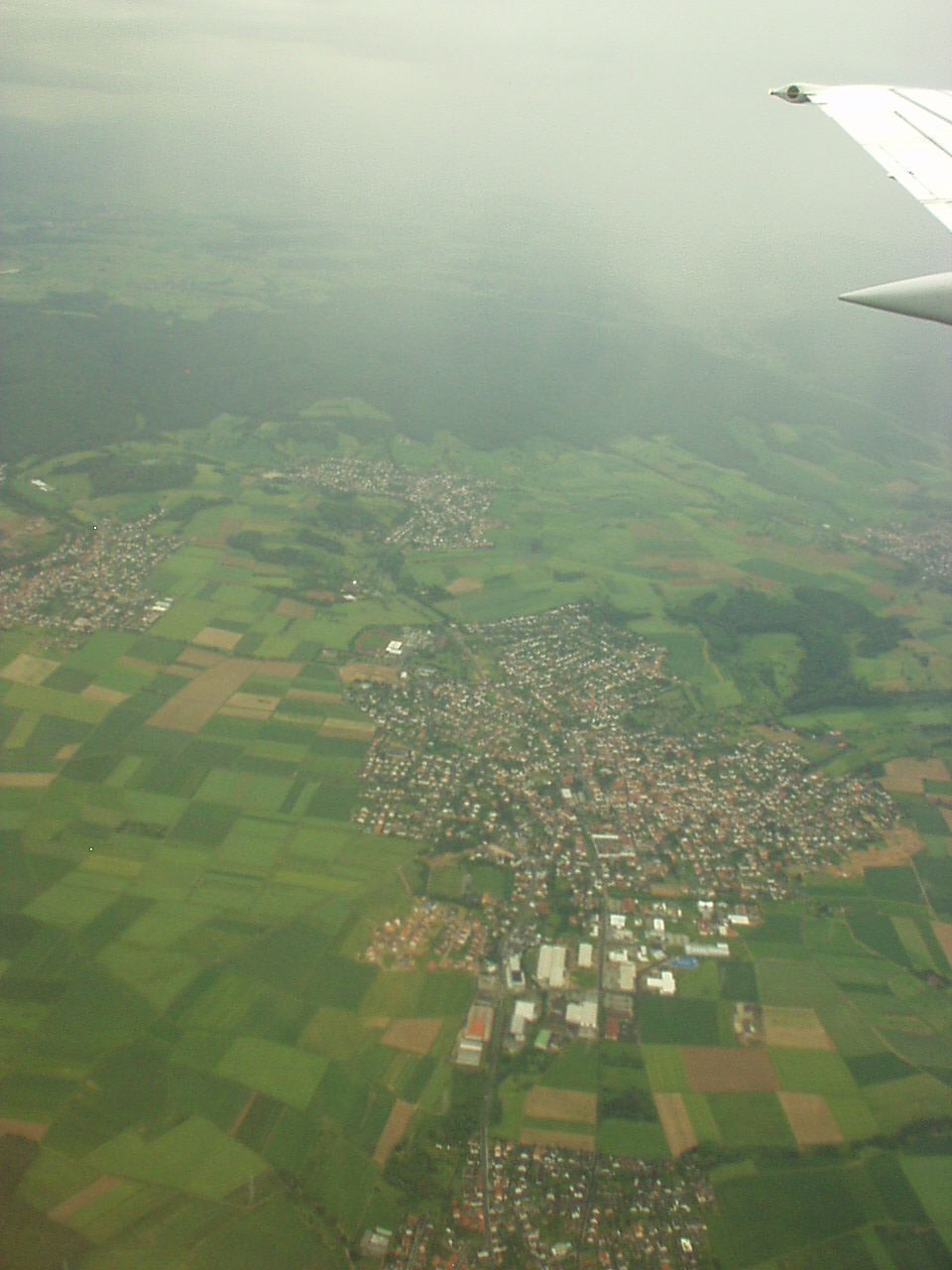
Freigericht (Somborn), im Hintergr. m. Neuses, l. tlw. Altenmittlau, im Vordergr. tlw. Gondsroth

Die Gemeinde besteht aus 5 Ortsteilen (Einwohnerzahlen Stand 2019)
- Altenmittlau (2.320 Einwohner)
- Bernbach (1.988 Einwohner)
- Horbach (staatlich anerkannter Erholungsort; 1.728 Einwohner)[4]
- Neuses mit der Siedlung Hüttelngesäß (2.454 Einwohner)
- Somborn (6.172 Einwohner)

## Geschichte

### Name
Die vier Zentgerichte von Wilmundsheim (heute Alzenau), Hörstein, Mömbris und Somborn (mit einigen weiteren Dörfern) teilten sich früher ein zusammenhängendes Waldgebiet, die sogenannte Hohe Mark. Um 1200 erhielten die Wilmundsheimer Zenten Selbstverwaltungsrechte und wurden zu freien, reichsunmittelbaren Gerichten. Daher stammt der Name Freigericht. Im Jahr 1500 erhielten das Kurfürstentum Mainz und die Grafschaft Hanau-Münzenberg das Freigericht als Reichslehen. Die Gemarkung der heutigen Gemeinde Freigericht besteht überwiegend aus dem Teil des mittelalterlichen Freigerichts, der nach einer Realteilung zwischen Kurmainz und der Landgrafschaft Hessen-Kassel – letztere hatte die Grafschaft Hanau-Münzenberg 1736 geerbt – 1740 an Hessen fiel.

### Gemeindebildung 1970
Die Gemeinde Freigericht entstand im Zuge der Gebietsreform in Hessen am 1. Januar 1970 durch freiwilligen Zusammenschluss der Gemeinden Altenmittlau, Bernbach, Horbach, Neuses und Somborn.

### Einwohnerentwicklung
| Freigericht: Einwohnerzahlen von 1820 bis 2023 | Freigericht: Einwohnerzahlen von 1820 bis 2023 | Freigericht: Einwohnerzahlen von 1820 bis 2023 | Freigericht: Einwohnerzahlen von 1820 bis 2023 | Freigericht: Einwohnerzahlen von 1820 bis 2023 |
| --- | ---------------------------------------------- | ---------------------------------------------- | ---------------------------------------------- | ---------------------------------------------- |
| Jahr |                                                |                                                |                                                | Einwohner                                      |
| 1820 | 1820                                           |                                                | 2.584                                          | 2.584                                          |
| 1834 | 1834                                           |                                                | 3.693                                          | 3.693                                          |
| 1840 | 1840                                           |                                                | 3.755                                          | 3.755                                          |
| 1846 | 1846                                           |                                                | 3.964                                          | 3.964                                          |
| 1852 | 1852                                           |                                                | 3.877                                          | 3.877                                          |
| 1858 | 1858                                           |                                                | 3.721                                          | 3.721                                          |
| 1864 | 1864                                           |                                                | 3.786                                          | 3.786                                          |
| 1871 | 1871                                           |                                                | 3.634                                          | 3.634                                          |
| 1875 | 1875                                           |                                                | 3.885                                          | 3.885                                          |
| 1885 | 1885                                           |                                                | 3.768                                          | 3.768                                          |
| 1895 | 1895                                           |                                                | 4.142                                          | 4.142                                          |
| 1905 | 1905                                           |                                                | 4.951                                          | 4.951                                          |
| 1910 | 1910                                           |                                                | 5.604                                          | 5.604                                          |
| 1925 | 1925                                           |                                                | 6.175                                          | 6.175                                          |
| 1939 | 1939                                           |                                                | 6.833                                          | 6.833                                          |
| 1946 | 1946                                           |                                                | 9.144                                          | 9.144                                          |
| 1950 | 1950                                           |                                                | 9.737                                          | 9.737                                          |
| 1956 | 1956                                           |                                                | 9.686                                          | 9.686                                          |
| 1961 | 1961                                           |                                                | 10.464                                         | 10.464                                         |
| 1967 | 1967                                           |                                                | 11.791                                         | 11.791                                         |
| 1970 | 1970                                           |                                                | 12.145                                         | 12.145                                         |
| 1980 | 1980                                           |                                                | 12.642                                         | 12.642                                         |
| 1990 | 1990                                           |                                                | 13.248                                         | 13.248                                         |
| 2000 | 2000                                           |                                                | 14.662                                         | 14.662                                         |
| 2005 | 2005                                           |                                                | 14.982                                         | 14.982                                         |
| 2006 | 2006                                           |                                                | 15.017                                         | 15.017                                         |
| 2008 | 2008                                           |                                                | 14.873                                         | 14.873                                         |
| 2009 | 2009                                           |                                                | 14.704                                         | 14.704                                         |
| 2010 | 2010                                           |                                                | 14.630                                         | 14.630                                         |
| 2011 | 2011                                           |                                                | 14.344                                         | 14.344                                         |
| 2012 | 2012                                           |                                                | 14.288                                         | 14.288                                         |
| 2013 | 2013                                           |                                                | 14.291                                         | 14.291                                         |
| 2014 | 2014                                           |                                                | 14.219                                         | 14.219                                         |
| 2015 | 2015                                           |                                                | 14.419                                         | 14.419                                         |
| 2016 | 2016                                           |                                                | 14.471                                         | 14.471                                         |
| 2017 | 2017                                           |                                                | 14.415                                         | 14.415                                         |
| 2018 | 2018                                           |                                                | 14.460                                         | 14.460                                         |
| 2019 | 2019                                           |                                                | 14.348                                         | 14.348                                         |
| 2020 | 2020                                           |                                                | 14.403                                         | 14.403                                         |
| 2021 | 2021                                           |                                                | 14.428                                         | 14.428                                         |
| 2022 | 2022                                           |                                                | 14.191                                         | 14.191                                         |
| 2023 | 2023                                           |                                                | 14.341                                         | 14.341                                         |
| Datenquelle: Historisches Gemeindeverzeichnis für Hessen: 1. Die Bevölkerung der Gemeinden 1834–1967. Wiesbaden : HSL, 1968. Bevölkerungsstatistik des HSL ab 1970 |                                                |                                                |                                                |                                                |

## Religionen

### Katholische Kirche
Da im Freigericht auch zur Zeit des Kondominats zwischen Hanau und Mainz die kirchliche Jurisdiktion bei den Erzbischöfen von Mainz verblieb, konnte sich die Reformation – im Gegensatz zur Grafschaft Hanau-Münzenberg – hier nicht durchsetzen. Anders als in den Nachbargemeinden sind hier auch heute noch etwa 60 % der Bevölkerung römisch-katholisch.
Über Jahrhunderte hinweg gab es nur eine Pfarrei in Somborn, zu der neben den heutigen Freigerichter Orten auch Albstadt gehörte. Dieser Ort blieb bei der Teilung des Freigerichts 1740 bei Kurmainz und gehört seit 1972 zu Alzenau. Im 18. Jahrhundert wurden in den einzelnen Orten Kapellen gebaut, aus denen sich nach und nach eigenständige Pfarreien bildeten.
Durch die päpstliche Bulle Provida solersque vom 16. August 1821 kam das hessische Freigericht zur Diözese Fulda.
Im Zuge des Pastoralen Prozesses im Bistum Fulda (unter anderem bedingt durch den Mangel an Priestern) haben sich die Kirchengemeinden des Freigerichts mit der Kuratie in Hasselroth am 2. Juli 2006 zu einem Pastoralverbund „St. Peter und Paul“ zusammengeschlossen, die zum 1. Januar 2023 zu einer Gemeinde St. Peter und Paul fusioniert wurden.
Die Gemeinde, die zum Dekanat Kinzigtal gehört, hat in Freigericht folgende fünf Kirchorte:
- St. Anna, Somborn – Die Mutterkirche des Freigerichts (ehemals St. Peter und Paul)
- St. Bartholomäus, Bernbach
- St. Markus, Altenmittlau
- St. Michael, Horbach
- St. Wendelin, Neuses

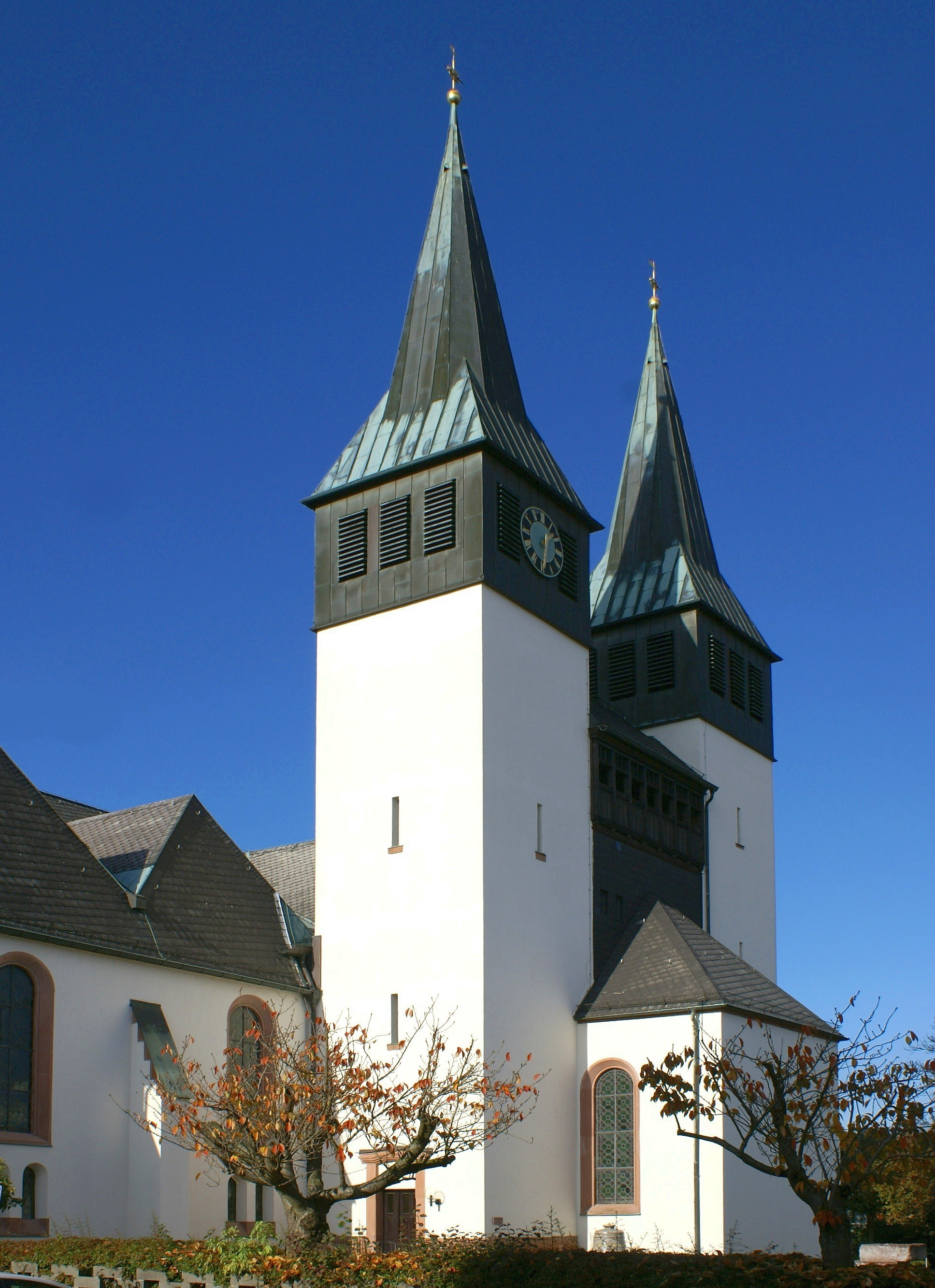
St. Anna in Somborn
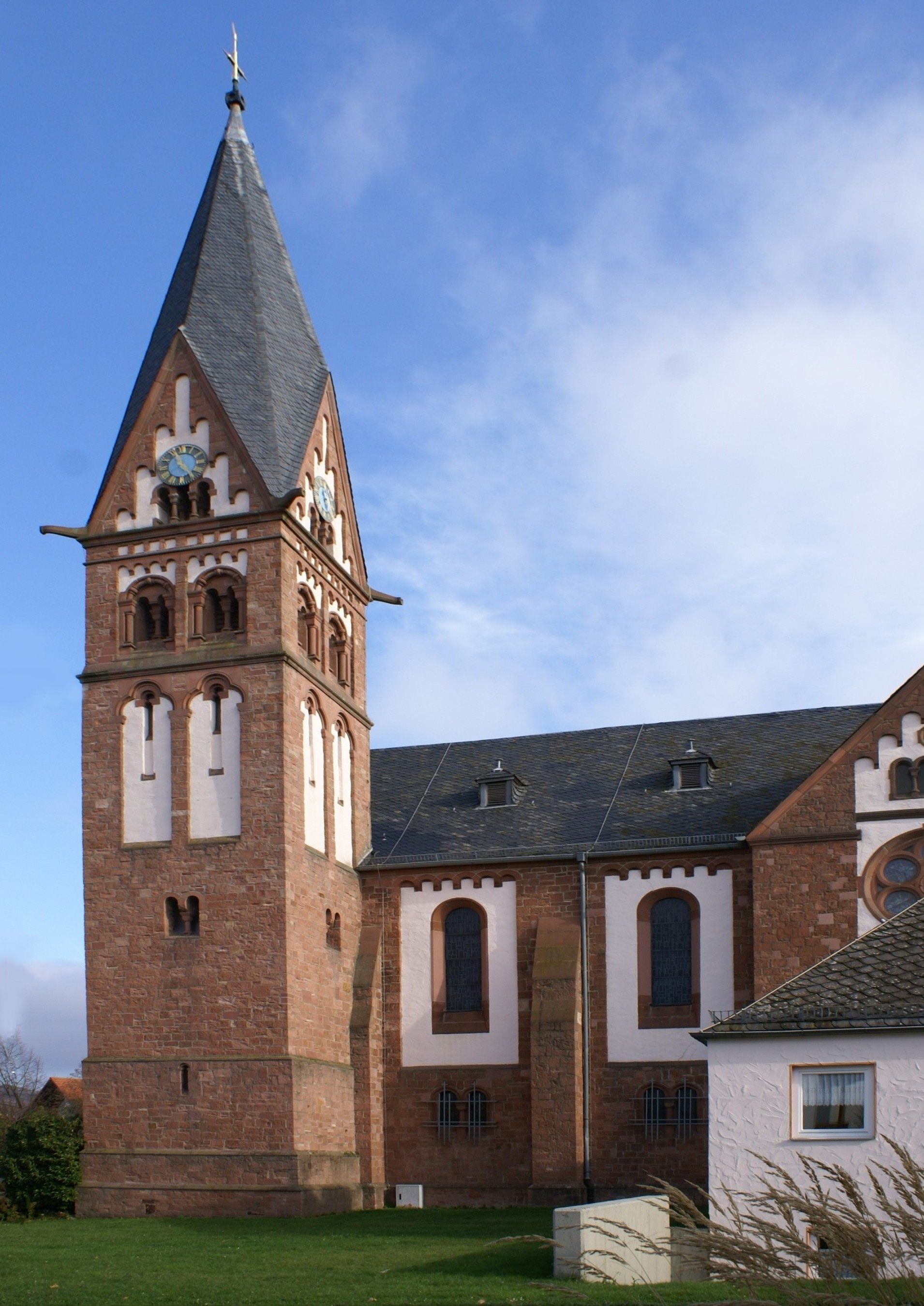
St. Bartholomäus in Bernbach
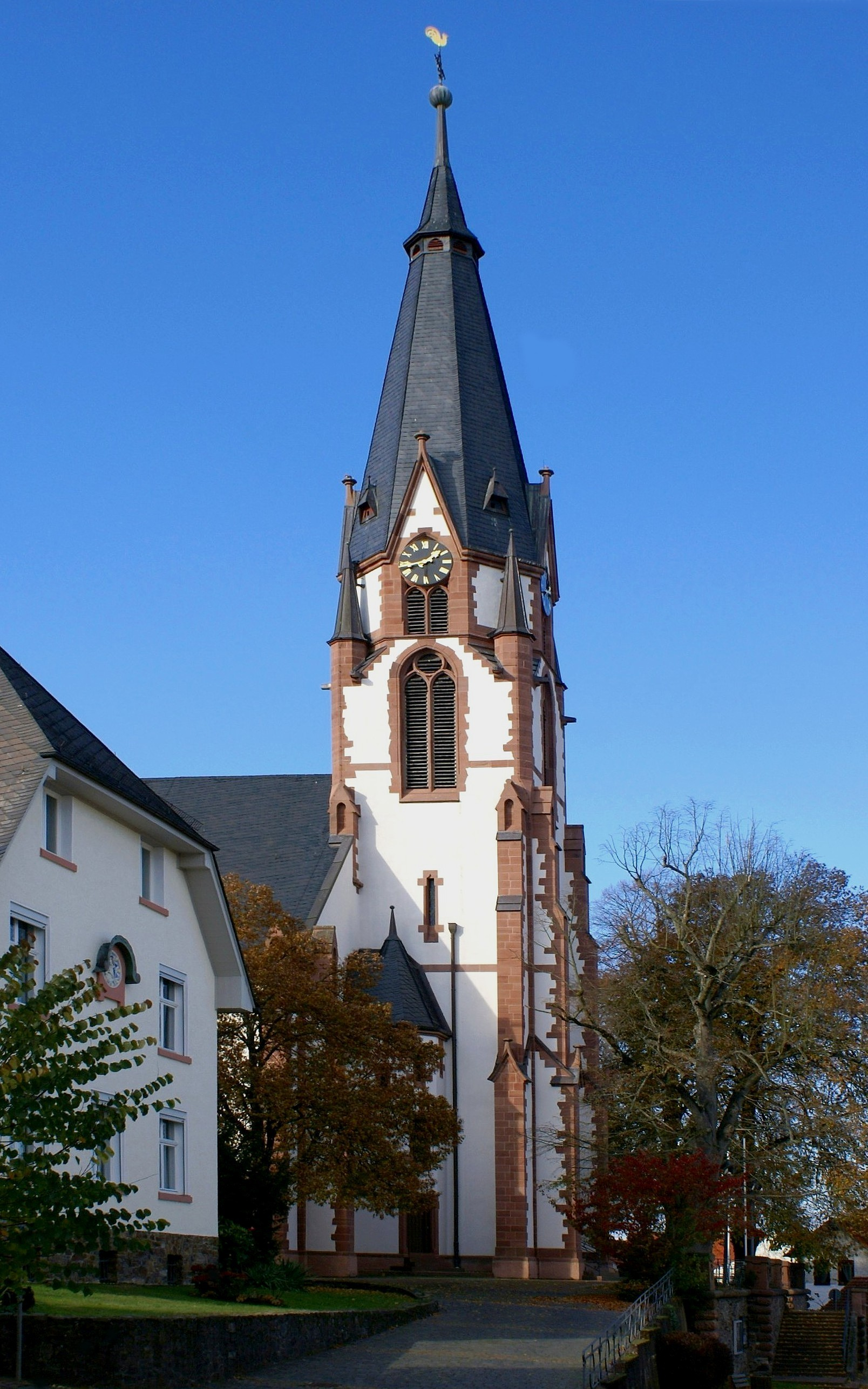
St. Markus in Altenmittlau
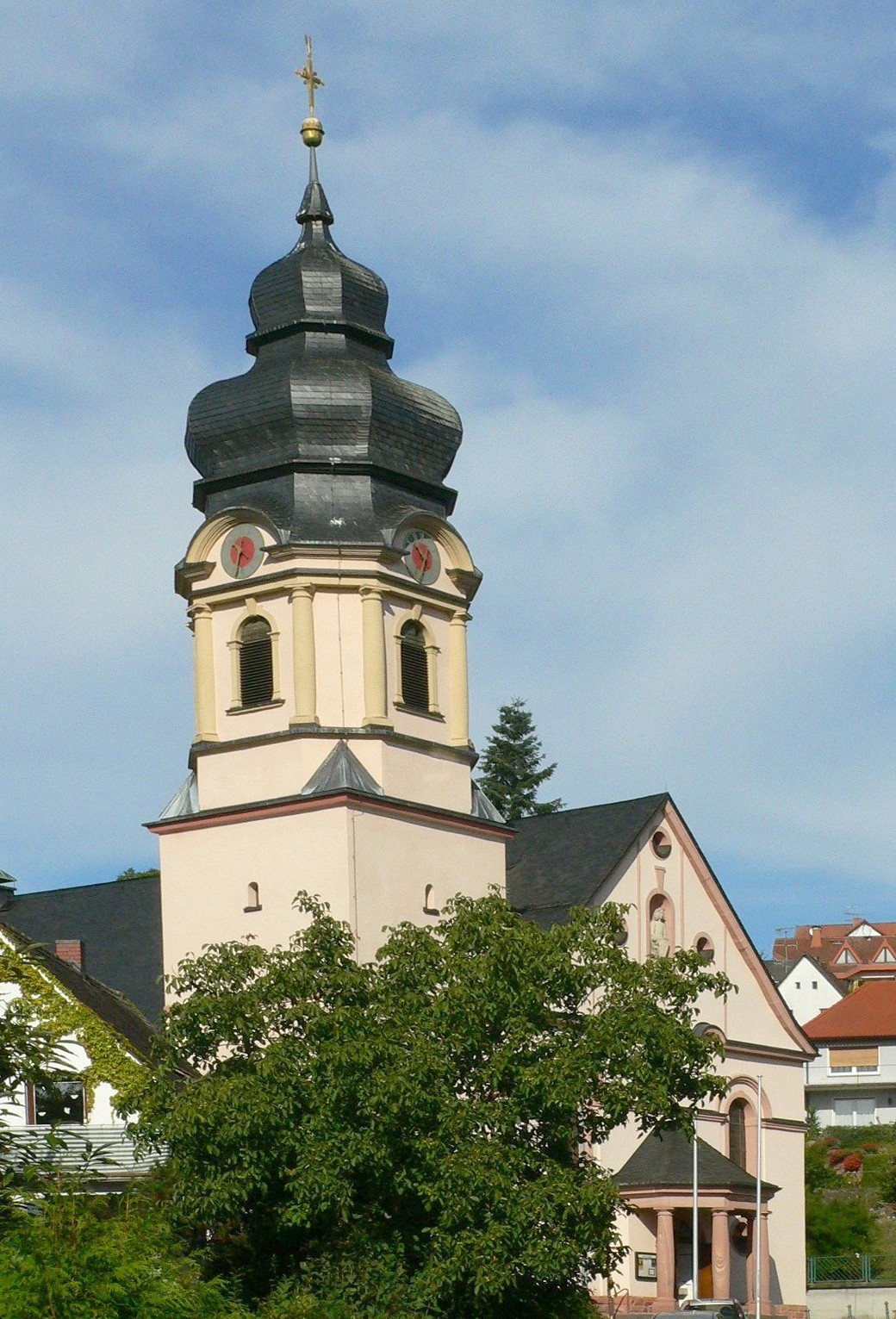
St. Michael in Horbach
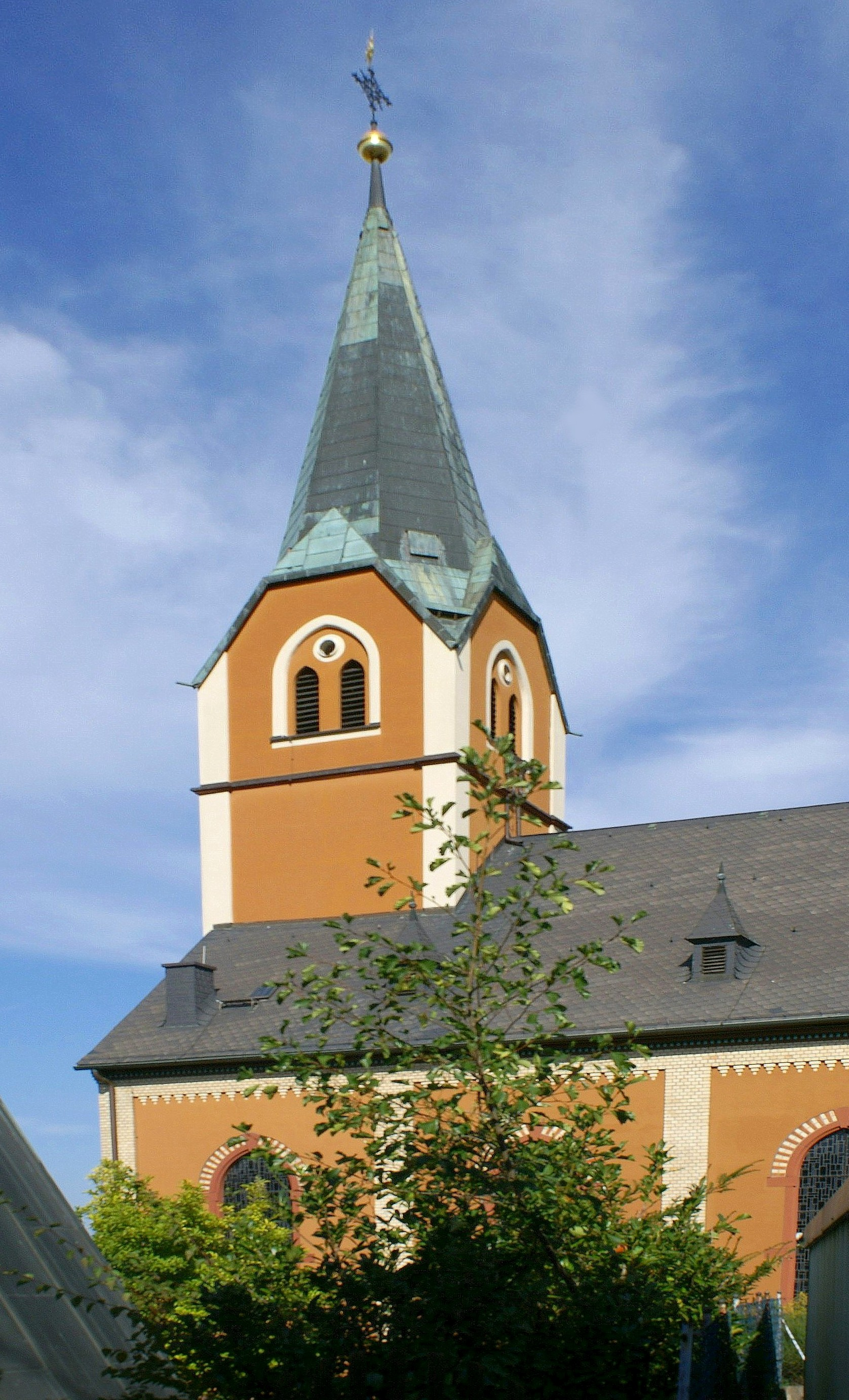
St. Wendelin in Neuses
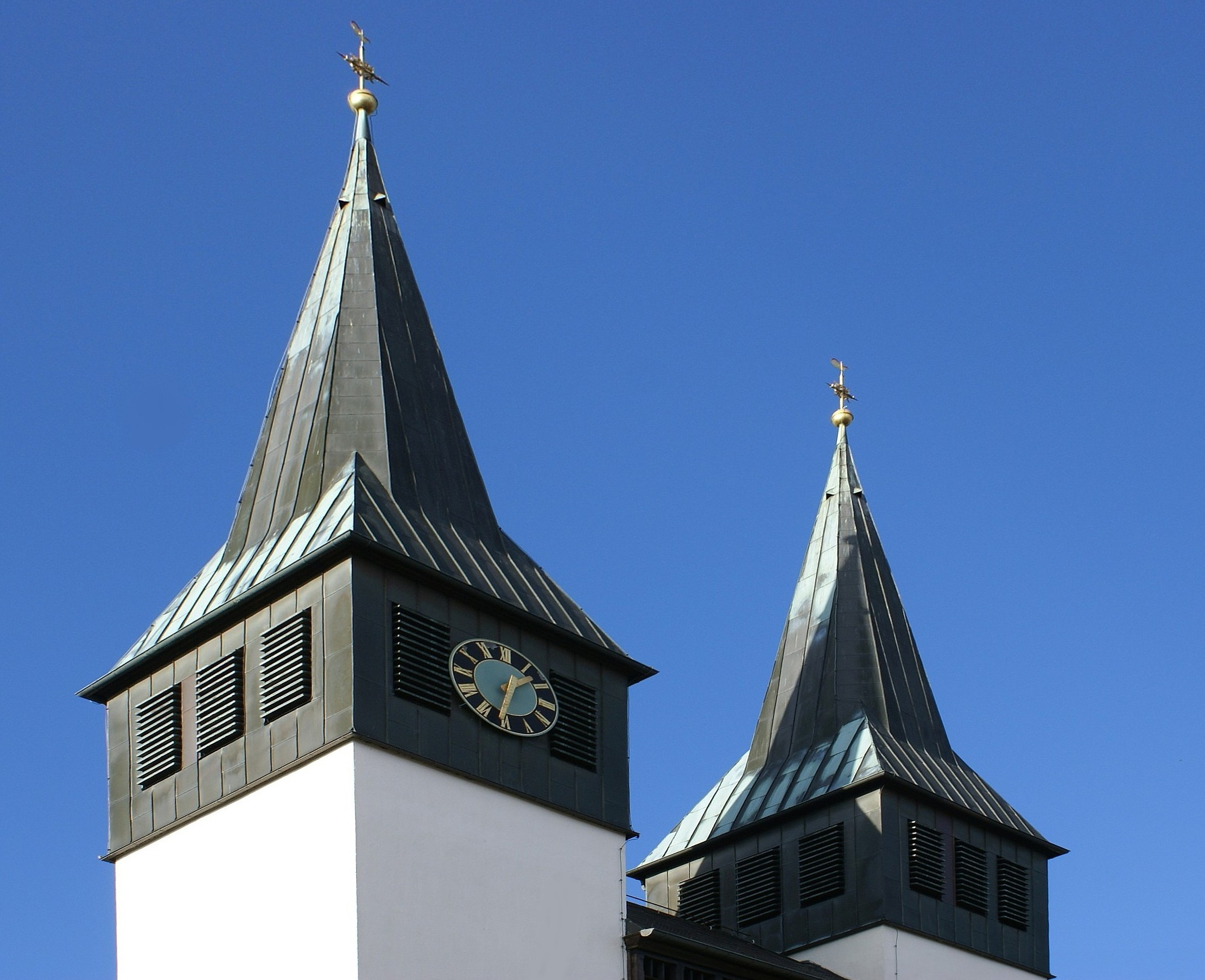
Die beiden Turmspitzen der St.-Anna-Kirche in Somborn
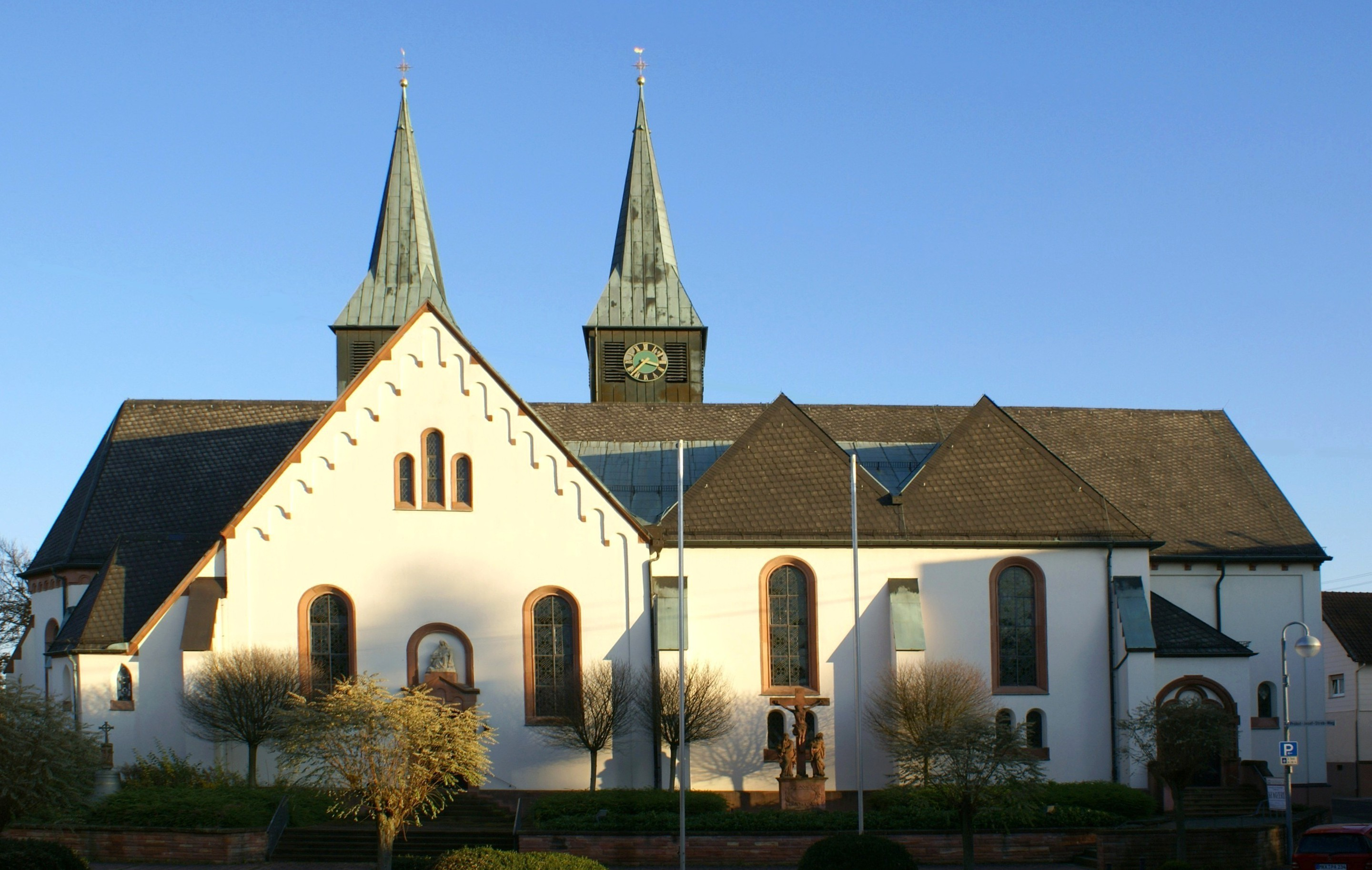
St. Anna in Somborn, Seitenansicht

### Evangelische Kirche

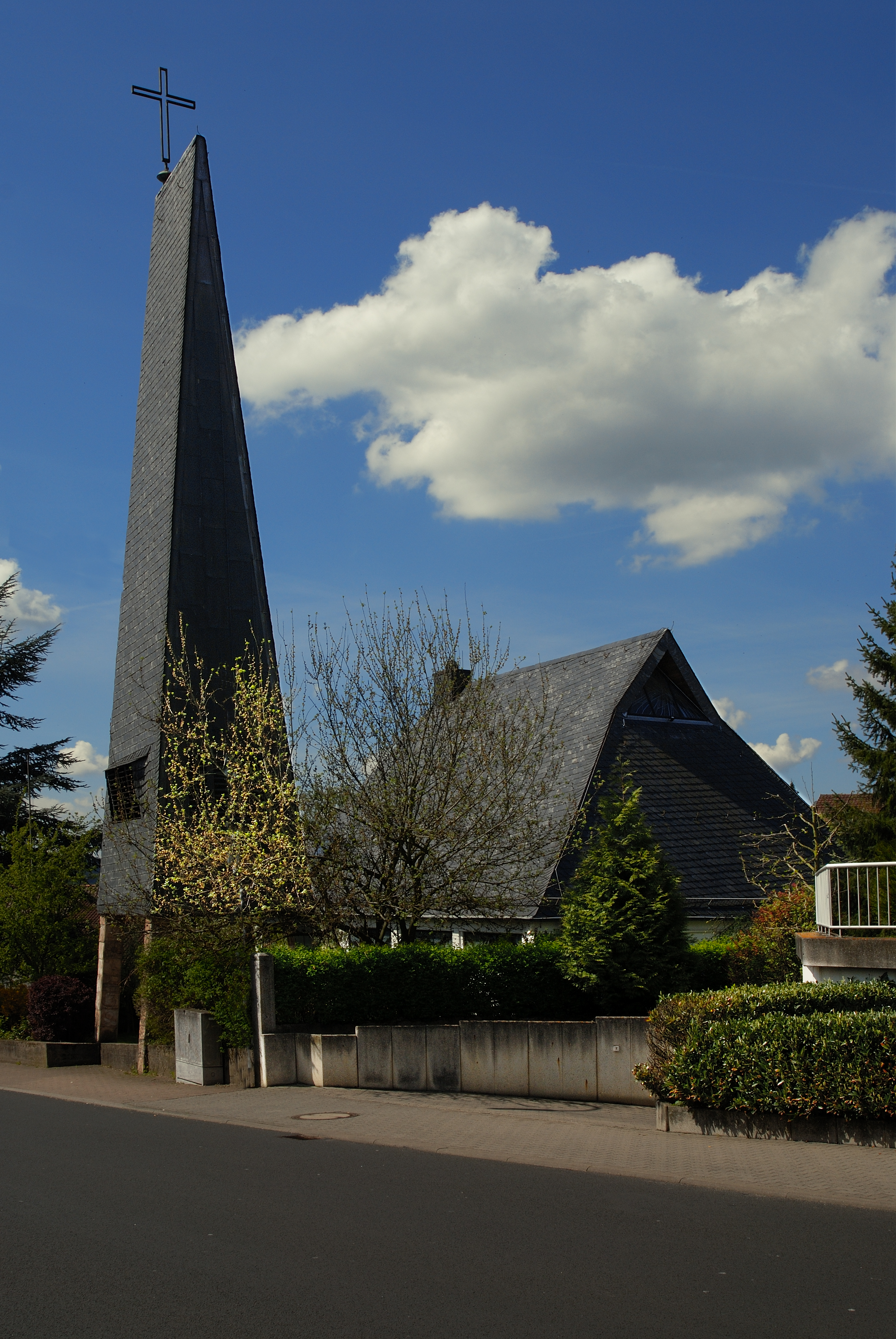
Turm der Evangelischen Johanneskirche Freigericht in Somborn

Gut 17 % der Freigerichter sind evangelisch. Sie gehören zur Johannesgemeinde, die alle Ortsteile umfasst. Die Gemeinde wurde 1980 selbstständig, zuvor war sie Filiale der Gemeinde in Niedermittlau. Die evangelische Johannesgemeinde zählt heute ca. 2500 Mitglieder.
Zur Evangelischen Johanneskirche im Ortsteil Somborn wurde am 16. Juni 1963 der Grundstein gelegt, am 4. Oktober 1964 wurde sie eingeweiht. Sie hat ein hohes Walmdach und einen separat stehenden Glockenturm.
Nachdem die Zahl der Protestanten im Freigericht in den Folgejahren stark anstieg, errichtete die Evangelische Kirche von Kurhessen-Waldeck 1982 für Freigericht eine eigene Pfarrstelle. 1985 wurde vom Kirchenvorstand mit dem Gemeindehaus eine Erweiterung in Auftrag gegeben und an die Kirche angebaut. Über die folgenden zwei Jahrzehnte wurde der Innenraum der Kirche umgestaltet.
Herausragende künstlerische Arbeiten sind die den gesamten Innenraum umschließenden farbigen Glasfenster. Die Ausstattung des Sakralraums ist denkbar ungewöhnlich mit der reliefartigen Wandgestaltung und den eigenwilligen Holzskulpturen von Altar, Ambo und Taufbecken. Hinzu kommen ein einfaches Holzkreuz mit Dornenkrone, der riesige geschmiedete Deckenleuchter sowie der Osterkerzenleuchter. Den harmonischen Gesamteindruck tragen die warmen Holztöne des Parkettbodens und des sich weit nach oben öffnenden Deckenraums mit seinem farbigen Giebelfenster.

### Jüdische Gemeinde
Bis zum Zweiten Weltkrieg gab es im Ortsteil Somborn eine kleine jüdische Gemeinde mit eigener Synagoge. In der Pogromnacht am 9. November 1938 wurde sie durch das Einschreiten des Somborner Bürgermeisters gerettet und überstand auch die Kriegswirren. Später wurde das Gebäude zu einem Wohnhaus umgebaut.

## Politik

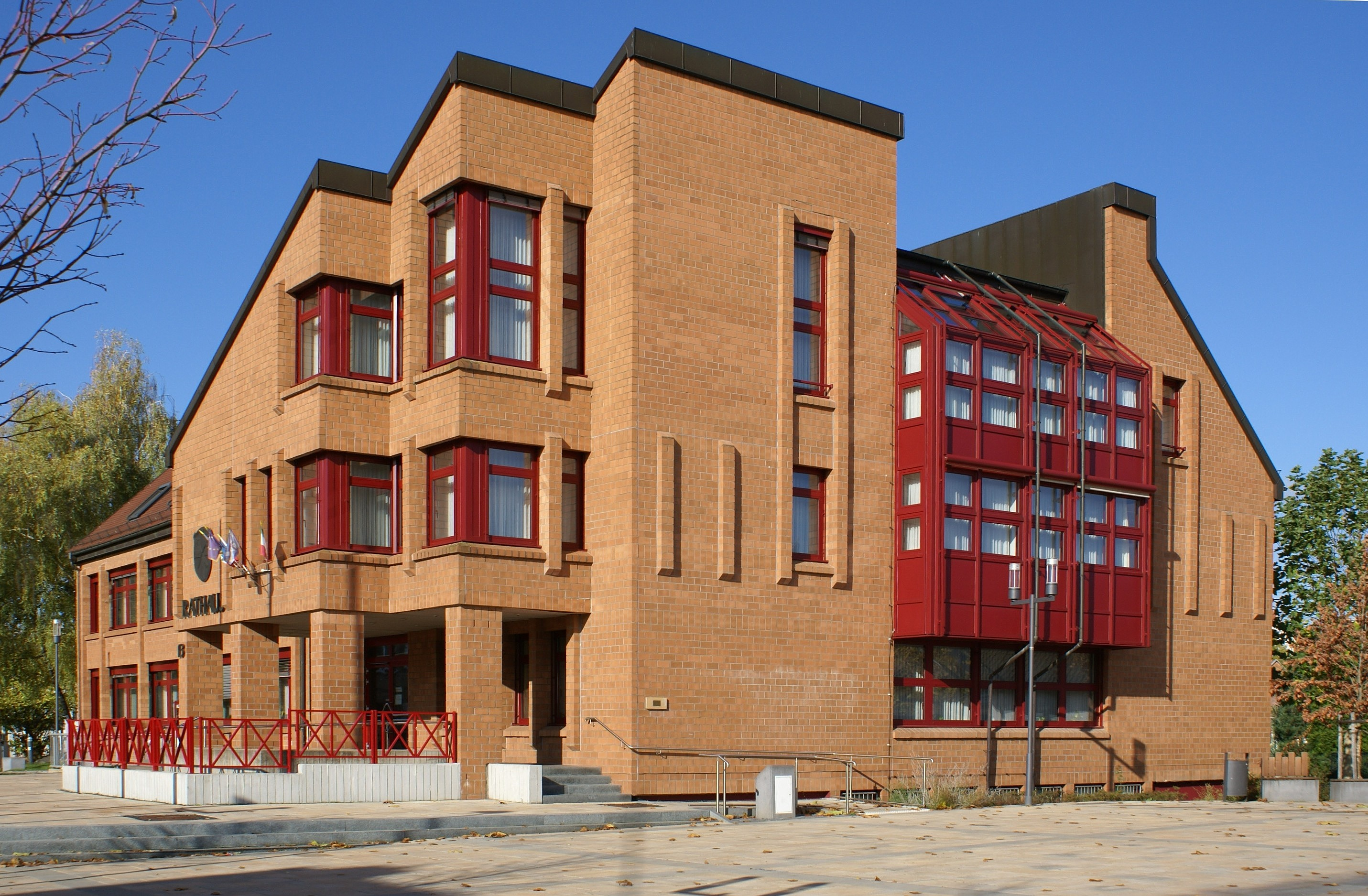
Rathaus in Somborn

Die politischen Gremien der hessischen Gemeinde Freigericht bestehen laut Magistratsverfassung aus der Gemeindevertretung, dem Bürgermeister und dem Gemeindevorstand. Der Bürgermeister sitzt dabei dem Gemeindevorstand vor. In den Ortsteilen bestehen bis zum Ende der kommunalen Wahlperiode 2021 Ortsbeiräte. Seit der Kommunalwahl 2001 ist es in Hessen möglich, bei Gemeinde- und Ortsbeiratswahlen zu kumulieren und zu panaschieren, d. h. einer Person bis zu drei Stimmen zu geben bzw. Stimmen auf verschiedene Parteien zu verteilen.

Zur besseren Beteiligung von Kindern und Jugendlichen bei Entscheidungen, die sie berühren, gab es in der Gemeinde Freigericht bis 2015 ein Kinder- und Jugendparlament. Mangels Beteiligung wurde es wieder aufgelöst.

Auf Bundesebene gehörte Freigericht bis 2009 dem Bundestagswahlkreis Hanau an, ab 2013 dem Bundestagswahlkreis Main-Kinzig – Wetterau II – Schotten; im Hessischen Landtag ist die Gemeinde dem Wahlkreis Main-Kinzig I zugeordnet.

### Gemeindevertretung
Die Freigerichter Gemeindevertretung besteht aus 37 Mitgliedern. Seit Gründung der Gemeinde 1970 war die CDU die stärkste Partei innerhalb der Gemeindevertretung, jedoch musste sie seit ihrem absoluten Wahlsieg 2001 erhebliche Verluste verzeichnen. Mit der Kommunalwahl 2011 wurden insgesamt sieben politische Gruppierungen in die Gemeindevertretung gewählt. Nach der Kommunalwahl 2016 waren noch fünf vertreten, da die FDP und die BfF nicht mehr mit eigenen Listen angetreten sind. Erstmals seit der Gemeindefusion war die UWG die stärkste Fraktion.
Die Kommunalwahl am 14. März 2021 lieferte folgendes Ergebnis, in Vergleich gesetzt zu früheren Kommunalwahlen:
| Sitzverteilung in der Gemeindevertretung 2021Insgesamt 37 Sitze - SPD: 5 - Grüne: 7 - UWG: 10 - GfF: 4 - DF: 2 - CDU: 9 | Wahlvorschläge       | Wahlvorschläge                              | % 2021 | Sitze 2021 | % 2016 | Sitze 2016 | % 2011 | Sitze 2011 | % 2006 | Sitze 2006 | % 2001 | Sitze 2001 | % 1997 | Sitze 1997 |
| Sitzverteilung in der Gemeindevertretung 2021Insgesamt 37 Sitze - SPD: 5 - Grüne: 7 - UWG: 10 - GfF: 4 - DF: 2 - CDU: 9 | CDU                  | Christlich Demokratische Union Deutschlands | 24,1   | 9          | 24,3   | 9          | 27,9   | 10         | 47,9   | 18         | 59,0   | 22         | 45,3   | 17         |
| Sitzverteilung in der Gemeindevertretung 2021Insgesamt 37 Sitze - SPD: 5 - Grüne: 7 - UWG: 10 - GfF: 4 - DF: 2 - CDU: 9 | SPD                  | Sozialdemokratische Partei Deutschlands     | 13,9   | 5          | 19,1   | 7          | 19,3   | 7          | 28,3   | 10         | 24,2   | 9          | 28,8   | 11         |
| Sitzverteilung in der Gemeindevertretung 2021Insgesamt 37 Sitze - SPD: 5 - Grüne: 7 - UWG: 10 - GfF: 4 - DF: 2 - CDU: 9 | GRÜNE                | Bündnis 90/Die Grünen                       | 17,9   | 7          | 11,6   | 4          | 13,3   | 5          | —      | —          | 7,6    | 3          | 8,9    | 3          |
| Sitzverteilung in der Gemeindevertretung 2021Insgesamt 37 Sitze - SPD: 5 - Grüne: 7 - UWG: 10 - GfF: 4 - DF: 2 - CDU: 9 | UWG                  | Unabhängige Wählergemeinschaft Freigericht  | 22,4   | 8          | 35,1   | 13         | 22,9   | 8          | 21,3   | 8          | 9,2    | 3          | 17,0   | 6          |
| Sitzverteilung in der Gemeindevertretung 2021Insgesamt 37 Sitze - SPD: 5 - Grüne: 7 - UWG: 10 - GfF: 4 - DF: 2 - CDU: 9 | DF                   | Die Freigerichter                           | 21,8   | 8          | —      | —          | —      | —          | —      | —          | —      | —          | —      | —          |
| Sitzverteilung in der Gemeindevertretung 2021Insgesamt 37 Sitze - SPD: 5 - Grüne: 7 - UWG: 10 - GfF: 4 - DF: 2 - CDU: 9 | Unbestechl           | Die Unbestechlichen – Liste freier Bürger   | —      | —          | 9,9    | 4          | 2,4    | 1          | —      | —          | —      | —          | —      | —          |
| Sitzverteilung in der Gemeindevertretung 2021Insgesamt 37 Sitze - SPD: 5 - Grüne: 7 - UWG: 10 - GfF: 4 - DF: 2 - CDU: 9 | FDP                  | Freie Demokratische Partei                  | —      | —          | —      | —          | 1,8    | 1          | 2,6    | 1          | —      | —          | —      | —          |
| Sitzverteilung in der Gemeindevertretung 2021Insgesamt 37 Sitze - SPD: 5 - Grüne: 7 - UWG: 10 - GfF: 4 - DF: 2 - CDU: 9 | BfF                  | Bürger für Freigericht                      | —      | —          | —      | —          | 12,4   | 5          | —      | —          | —      | —          | —      | —          |
| Sitzverteilung in der Gemeindevertretung 2021Insgesamt 37 Sitze - SPD: 5 - Grüne: 7 - UWG: 10 - GfF: 4 - DF: 2 - CDU: 9 | Gesamt               | Gesamt                                      | 100,0  | 37         | 100,0  | 37         | 100,0  | 37         | 100,0  | 37         | 100,0  | 37         | 100,0  | 37         |
| Sitzverteilung in der Gemeindevertretung 2021Insgesamt 37 Sitze - SPD: 5 - Grüne: 7 - UWG: 10 - GfF: 4 - DF: 2 - CDU: 9 | Wahlbeteiligung in % | Wahlbeteiligung in %                        | 55,9   | 55,9       | 53,8   | 53,8       | 51,6   | 51,6       | 48,4   | 48,4       | 52,2   | 52,2       | 68,4   | 68,4       |

Anmerkung: Zwei Gemeindevertreter der Wählergemeinschaft Die Freigerichter haben kurz nach der Konstituierung 2021 die Fraktion verlassen und gehörten der Gemeindevertretung als fraktionslose Abgeordnete an. Im August 2021 schlossen sich die beiden Vertreter der UWG-Fraktion an.
Weitere vier Vertreter der Freigerichter sind im Juli 2021 aus der Wählergemeinschaft und Fraktion ausgetreten und haben die neue Gruppierung Gemeinsam für Freigericht gegründet. Somit besteht die Gruppe Die Freigerichter nur noch aus zwei Vertretern.

### Bürgermeister und Gemeindevorstand
Nach der hessischen Kommunalverfassung wird der Bürgermeister für eine sechsjährige Amtszeit gewählt, seit dem Jahr 1993 in einer Direktwahl, und ist Vorsitzender des Gemeindevorstands, dem in der Gemeinde Freigericht neben dem Bürgermeister ehrenamtlich ein Erster Beigeordneter und neun weitere Beigeordnete angehören. Bürgermeister ist seit dem 1. Januar 2025 der parteiunabhängige Waldemar Gogel. Er wurde als Nachfolger von Albrecht Eitz (SPD), der nach einer Amtszeit nicht wieder kandidiert hatte, am  9. Juni 2024 im ersten Wahlgang bei 70,4 Prozent Wahlbeteiligung mit 51,9 Prozent der Stimmen gewählt.
Amtszeiten der Bürgermeister
- 2025–2030 Waldemar Gogel[19]
- 2019–2024 Albrecht Eitz (SPD)[20]
- 2007–2018 Joachim Lucas (UWG)[24]
- 1989–2006 Manfred W. Franz (CDU)
- 1986–1988 Walter Streb (CDU) (1940–2024)[25]
- 1975–1986 Franz Schilling (CDU)[26]
- 1972–1975 Robert Braatz (CDU)
- 1970–1971 Horst Eberhard Theis (CDU)
- 1970–1970 Georg Kreis (UWG) (Staatsbeauftragter)

Die ehrenamtlichen Beigeordneten werden von der Gemeindevertretung in oder bald nach der konstituierenden Sitzung für die fünfjährige Wahlperiode bis zur nächsten Kommunalwahl in den Gemeindevorstand gewählt. Für die Dauer ihrer Wahlzeit werden sie zu Ehrenbeamten ernannt und können, im Gegensatz zu dem Bürgermeister als hauptamtlichem Mitglied, nicht abgewählt werden. Die Stärke der in der Gemeindevertretung vertretenen Fraktionen spiegelt sich grundsätzlich in der Zusammensetzung des ehrenamtlichen Gemeindevorstands wider. Vertreter des Bürgermeisters ist der Erste Beigeordnete Heinrich Höfler (CDU).
Der Gemeindevorstand steht an der Spitze der Gemeindeverwaltung und wird von dieser unterstützt. Er trifft die Entscheidungen zu laufenden Verwaltungsangelegenheiten, bereitet gemeinsam mit der Verwaltung die Beschlüsse der Gemeindevertretung vor und führt diese aus. Er wirkt mit bei der Ausführung der Gesetze und Verordnungen innerhalb der Gemeinde, bei der Verwaltung des Vermögens, bei der Erstellung des Haushaltsplanes sowie bei der Überwachung des Kassen- und Rechnungswesens. Auch die Wahrung der Bürgerinteressen ist seine Aufgabe. Er vertritt die Gemeinde nach außen, führt den Schriftwechsel und vollzieht die Gemeindeurkunden. Er tagt unter Vorsitz des Bürgermeisters in nicht-öffentlichen Sitzungen. An den Sitzungen der Gemeindevertretung nimmt der Gemeindevorstand ohne Stimmrecht teil.

### Kinder- und Jugendparlament
Zur stärkeren Einbindung von Kindern und Jugendlichen in die Entscheidungen der Gemeinde wurde ein Kinder- und Jugendparlament gegründet. In diesem Parlament waren Jugendliche aus allen Ortsteilen vertreten, insgesamt hatte das Kinder- und Jugendparlament 11 Mitglieder. Die Wahlen fanden alle zwei Jahre statt, wobei die Jugendlichen zwischen 12 und 18 Jahren wahlberechtigt waren. In Ermangelung von Kandidaten wurde das Kinder- und Jugendparlament 2015 wieder aufgelöst.

### Parteien

#### Christlich Demokratische Union Deutschlands (CDU)
Die Christlich Demokratische Union (CDU) Freigericht existiert seit 1945, als sich kurz nach Ende des Zweiten Weltkrieges mit Sondergenehmigung der Alliierten Besatzungsmacht die ersten demokratischen Parteien organisieren durften. Die CDU wurde damals nach den Bamberger Richtlinien der heutigen CSU gegründet und schloss sich kurze Zeit später dem neu gegründeten Landesverband Hessen an. Die CDU hat sich in Freigericht nach der Gebietsreform zu einem Gemeindeverband zusammengeschlossen und ist einer der mitgliederstärksten Verbände der CDU Main-Kinzig. Die CDU war seit Gründung der Gemeinde Freigericht die stärkste politische Kraft in den gemeindlichen Gremien, bis sie 2016 durch die UWG abgelöst wurde.
Seit 1951 gibt es die Junge Union (JU) Freigericht, sie stellt in Freigericht eine politische Jugendorganisation. 2012 fusionierte sie mit der benachbarten JU aus Hasselroth zu einem gemeinsamen Ortsverband.

#### Sozialdemokratische Partei Deutschlands (SPD)
Bereits in den 1950er Jahren traten erste Vertreter der SPD auf Wahllisten in den heutigen Ortsteilen Freigerichts auf. Mit dem Zusammenschluss der Ortsteile durch die Gemeindegebietsreform gründete sich die SPD Freigericht. Über die Jahre hinweg konnte sich die SPD im konservativ geprägten Freigericht etablieren und gehört heute zu den politischen Gruppierungen in Freigericht. Die Jusos Freigericht sind stark am politischen Geschehen der Gemeinde beteiligt und stellen auch nach der Kommunalwahl 2011 wieder 2 Gemeindevertreter. Seit dem Jahr 2019 stellt die SPD mit Albrecht Eitz den Bürgermeister.

#### Bündnis 90/Die Grünen (GRÜNE)
In Freigericht gab es eine Ortsgruppe von Bündnis 90/Die Grünen, die erstmals bei der Kommunalwahl 1993 in die Gemeindevertretung einzog. Mangels Mitgliedern musste sich der Ortsverband 2005 auflösen.
Im Herbst 2010 haben sich die Grünen mit dem Ziel wiedergegründet, bei der bevorstehenden Kommunalwahl anzutreten. Seit 2011 sind die Grünen wieder mit einer Fraktion im Parlament vertreten.

#### Freie Demokratische Partei (FDP)
Seit 2006 gibt es in Freigericht und Hasselroth einen Ortsverband der FDP, der beim erstmaligen Antreten zur Kommunalwahl 2006 einen Sitz in der Gemeindevertretung erringen konnte und in Somborn einen Sitz im Ortsbeirat. Seit dem Januar 2009 gibt es den Jungen Liberalen Ortsverband Freigericht (kurz: JuLis Freigericht). 2016 trat die FDP nicht mehr als eigenständige Partei bei den Kommunalwahlen an, Vertreter der FDP kandidierten auf der Liste freier Bürger.

#### Unabhängige Wählergemeinschaft (UWG)
Die Unabhängige Wählergemeinschaft Freigericht (UWG) besteht in ihrer derzeitigen Form seit der Gebietsreform 1970, als sich die in den einzelnen Ortsteilen bestehenden Gruppen zu einer einzigen Gemeinschaft zusammenschlossen.
Vor dem Zusammenschluss zur Gemeinde Freigericht waren die Wählergruppen (teils UWG, teils FWG) treibende politische Kräfte in den einzelnen Gemeindevertretungen der fünf Orte.
Mit der Gründung der Gemeinde Freigericht verlor die UWG diese Rolle an die CDU, konnte sie jedoch in der Kommunalwahl 2016 wiedergewinnen.
Seit der Kommunalwahl 2006 kommt der UWG wieder ein stärkeres Gewicht zu, zudem stellte sie mit Joachim Lucas bis Ende 2018 den Bürgermeister.

#### Bürger für Freigericht (BfF)
Im Dezember 2010 gründete sich aus der Bürgerbewegung zur Verhinderung einer Golfplatzerweiterung die Wählergruppe „Bürger für Freigericht“. Nach einigen Fraktionsaustritten traten die BfF 2016 nicht mehr zur Kommunalwahl an. Vertreter der BfF schlossen sich der UWG an.

#### Die Unbestechlichen – Liste freier Bürger
Aus der gleichen Bewegung entstand eine weitere Wählerliste, „die Unbestechlichen – Liste freier Bürger“. 2016 kandidierten auch FDP-Mitglieder auf der Liste freier Bürger. Zur Kommunalwahl 2021 trat die Wählerliste nicht mehr an.

#### Die Freigerichter
Im Zuge der Diskussion um die Straßenausbaubeiträge gründet sich 2020 eine neue Wählergemeinschaft Die Freigerichter aus Mitgliedern der Interessensgemeinschaft StraBa und ehemaligen CDU-Vertretern. Die Wählergemeinschaft trat zur Kommunalwahl 2021 erstmals an.

### Wappen

Freigerichter Gemeindewappen

Blasonierung: In Silber ein gradarmiges schwarzes Tatzenkreuz, kreuzweise belegt mit einem blauen Schlüssel und einem blauen Schwert.
Bedeutung: Das schwarze Kreuz auf silbernem Grund symbolisiert die alten Beziehungen der Gemeinde zum Bistum Fulda.
Schlüssel und Schwert sind die Symbole der Heiligen Petrus und Paulus, der beiden ältesten Patrone der Somborner Pfarrkirche.
Im weiteren Sinne kann das Schwert auch symbolisch als Gerichtsschwert des Freigerichts gedeutet werden. Diese geschichtlichen Zusammenhänge wurden bei der Wappengebung für die Gemeinde Freigericht herangezogen.
Bereits 1967 wurde dieses Wappen der Gemeinde Somborn verliehen. Die Führung des Wappens wurde der Gemeinde Freigericht am 6. Oktober 1971 durch das Land Hessen genehmigt.

### Flagge
Die Flagge der Gemeinde ist eine blaue Bannerflagge mit weißen Seitenstreifen und dem Gemeindewappen. Die Führung der Flagge wurde am 16. Juni 1972 durch den hessischen Innenminister genehmigt.

### Gemeindepartnerschaften
Die Gemeinde Freigericht ist seit 1972 verschwistert mit St. Quentin-Fallavier, einer Gemeinde nahe Lyon. Seit 2004 bestehen auch freundschaftliche Beziehungen mit der italienischen Gemeinde Gallicano nel Lazio nahe Rom. Diese wurden 2011 mit der offiziellen Verschwisterungsfeier gefestigt.
Zusätzlich sind einige der örtlichen Vereine mit anderen Vereinen in Europa befreundet.
Die örtliche Kopernikusschule pflegt zudem Partnerschaften mit über 20 Partnerschulen weltweit.

## Kultur und Sehenswürdigkeiten

### Museen

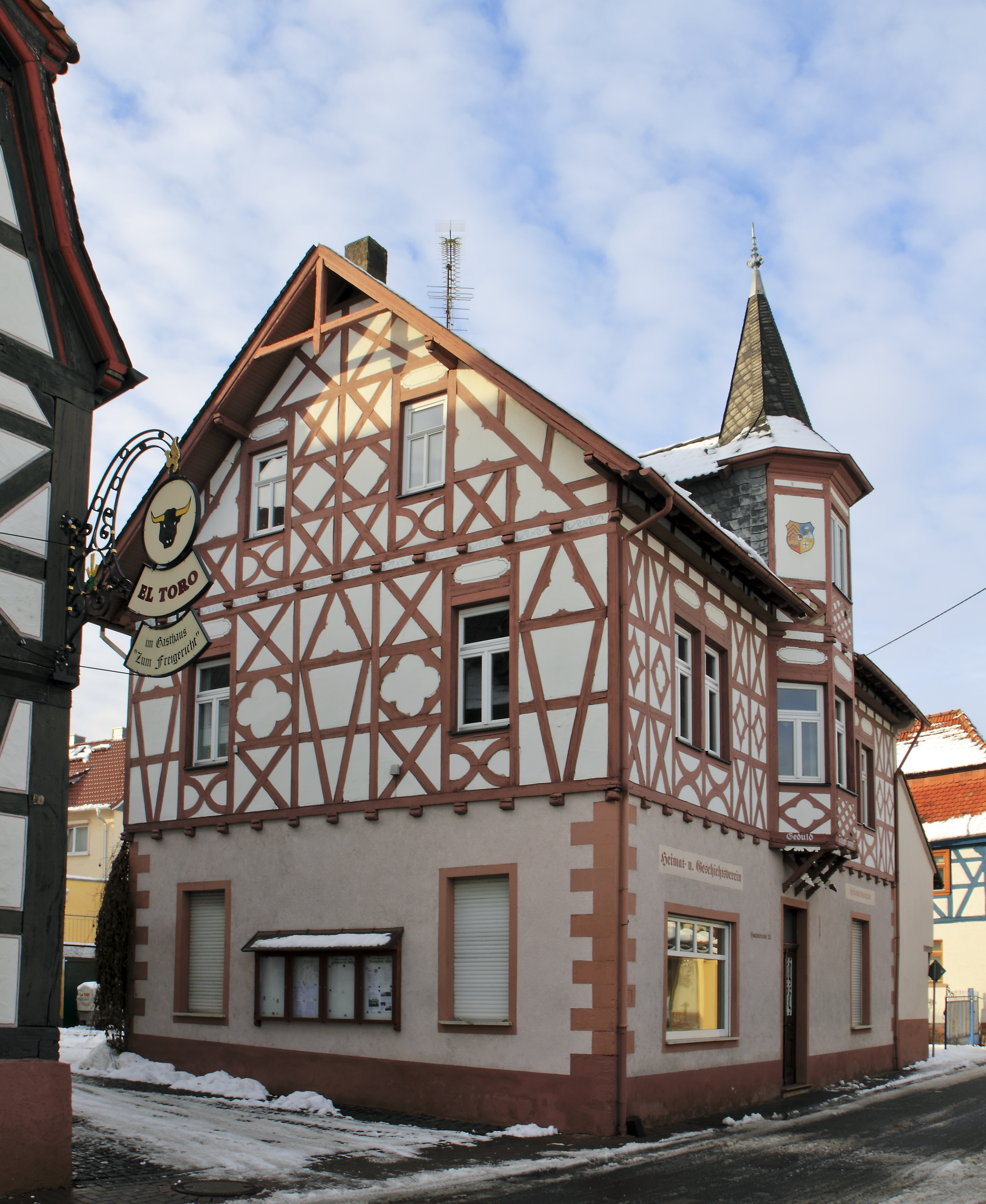
Heimatmuseum

In Somborn gibt es ein Heimatmuseum, in dem das Leben im Freigericht in vergangenen Tagen gezeigt wird. Zurzeit wird es erweitert, um eine Nachbildung der Freigerichter Kleinbahn aufzustellen. Ein weiterer Schwerpunkt des Museums ist die Zigarrenherstellung in Freigericht. Bis in die Mitte des 20. Jahrhunderts wurden in der Gemeinde in Fabriken und in Heimarbeit Zigarren hergestellt.

### Musik
Das kulturelle Leben der Gemeinde wird zum großen Teil von den zahlreichen Vereinen gepflegt.
Fünf Orchester, ein Spielmanns- und Fanfarenzug, zahlreiche Chöre und weitere Gruppierungen geben jährlich mehrere Konzerte und sind weit über die Grenzen Freigerichts bekannt und geschätzt.
Seit Mai 2008 beheimatet die Gemeinde Freigericht mit dem Musikverein „Viktoria“ Altenmittlau 1897 e. V. unter der Leitung seines Dirigenten, Prof. Hans Rückert, den 1. Preisträger des deutschen Orchesterwettbewerbes.
Dazu kommen noch Aufführungen diverser Theatergruppen und weitere Veranstaltungen.
Wachsender Beliebtheit erfreuen sich auch die Freigerichter „Babbelowende“, Abende, an denen die verschiedenen Freigerichter Dialekte gepflegt werden.

#### Sommerliche Musiktage
Jährlich im August veranstalten die Gemeinden Freigericht und Rodenbach die „Sommerlichen Musiktage“ auf Hof Trages; an mehreren Abenden werden Konzerte mit Musik aus verschiedenen Stilrichtungen und Epochen gegeben, die sich großer Beliebtheit erfreuen.

### Bauwerke

#### Kirchen
Markante Bauwerke in den Freigerichter Ortsteilen sind die Kirchen und ihre Vorgängerkapellen.

#### Hof Trages
Der Hof Trages, ein barockes Hofgut, entwickelte sich Anfang des 19. Jahrhunderts zum Treffpunkt und Rückzugsort zahlreicher Persönlichkeiten der deutschen Romantik.

#### Fernblick

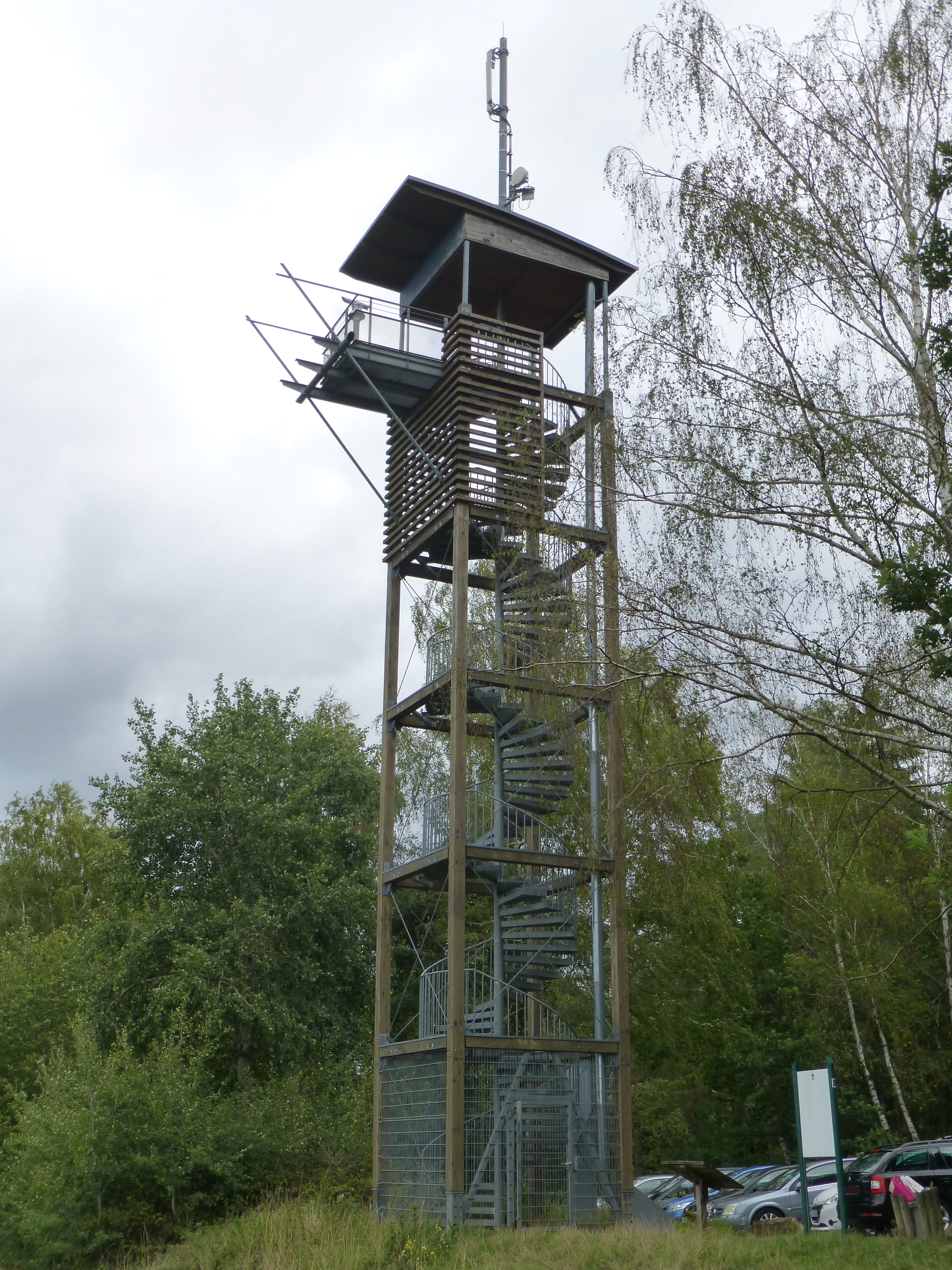
Der Rodfeldturm

Am Waldrand, auf dem Rodfeld, entstand im Jahr 2000 zur 1000-Jahr-Feier des Ortsteils Neuses ein Aussichtsturm. Der 18,5 Meter hohe Holzturm ist über eine Metallwendeltreppe öffentlich zugänglich. Der Rodfeldturm bietet von seiner 15,2 Meter hohen Plattform Ausblicke auf die Hügel der Wetterau. Auch die Ronneburg ist von hier zu sehen. Des Weiteren sind die hinter der Stadt Frankfurt ansteigenden Taunushöhen gut zu erkennen. Neben dem Aussichtsturm befindet sich eine Gaststätte. Der Ort ist in der Umgebung auch unter dem Namen „Fernblick“ bekannt.

#### Wetterau-Main-Tauber-Stellung
Entlang der durch natürliche Gräben und Furchen geformten Wälder nahe Bernbach, Horbach und Neuses verläuft die Wetterau-Main-Tauber-Stellung. Dabei handelt es sich um eine Bunkerstellung, die ihren Ursprung in den 1930er Jahren als Ergebnis der Verträge von Versailles hatte. Sie sollte einen französischen Angriff auf das militärisch geschwächte Deutsche Reich verzögern, um Zeit für eine Formierung des auf 100.000 Mann beschränkten Feldheeres zu gewinnen. Gemeinsam mit der Neckar-Enz-Stellung (zwischen Eberbach und den Ausläufern des Schwarzwaldes) sollte einer Teilung des Deutschen Reiches an seiner schmalsten Stelle entgegengewirkt werden. Während der Bauzeit vom Frühjahr 1936 bis Sommer 1938 entstanden insgesamt 308 Bunkerbauwerke und 21 Fundamentplatten für Hochstände. Zwei nasse Panzerabwehrgräben wurden im Kinzigtal und im Kahltal ausgehoben. Sechs Panzersperren durch mehrreihige Pfahlhindernisse wurden bei Hain-Gründau, Meerholz, Bernbach, Horbach, Altenmittlau und Neuses angelegt. Auf Freigerichter Gemarkung befanden sich etwa 45 Bunker, drei Fundamentplatten für Maschinengewehr-Hochstände und vier der insgesamt nur sechs Pfahlhindernisse. Dieser Stellungsabschnitt weist die größte Bauwerksdichte in der gesamten Stellung auf. Nur wenige Meter trennen die Bauwerke an manchen Stellen voneinander.
Bei den 45 Bunkern handelt es sich vornehmlich um MG-Schartenstände und Unterstände mit ursprünglich vorgesehenen Besatzungsstärken von fünf bis 21 Mann.
Kurz nach Beendigung der Bauarbeiten wurden alle Bauwerke ihrer gesamten Einrichtung beraubt, welche für den Bau des späteren Westwalls benötigt wurde. Danach standen die Bauwerke leer. Die Stellung verlor gänzlich an Bedeutung. Erst im Herbst 1944 wurde beschlossen, die Stellung gegen die heranrückenden Amerikaner zu nutzen. Der Mangel an Ausrüstung, Gerätschaften und geschultem Personal führte jedoch dazu, dass die Stellung zu keiner Zeit ein ernstzunehmendes Hindernis geworden ist. Nach Kriegsende wurden nahezu alle Bauwerke gesprengt. Mittlerweile erobert sich die Natur das Land zurück.

### Naturdenkmäler

#### Rodfeldeiche
Die Rodfeldeiche (fälschlicherweise auch als „Rotfelseiche“ bezeichnet) war eine etwa 400 Jahre alte deutsche Eiche und stand auf dem namensgebenden Rodfeld, einem ehemals bewaldeten und im 20. Jahrhundert gerodeten Hang nahe dem Ortsteil Neuses. Sie gilt als Freigerichter, im Speziellen als Neuseser Wahrzeichen. Der durch einen über Jahre andauernden Pilzbefall geschwächte Baum fiel im Januar 2007 dem Orkan Kyrill zum Opfer. An seiner Stelle wurden eine neue Eiche gepflanzt und ein Gedenkstein errichtet.

### Sport
Im Freigericht gibt es neben den Kultur pflegenden Gruppen und Vereinen auch eine große Zahl an Sportvereinen. Tennis, Tischtennis, Leichtathletik, Badminton, Volleyball, asiatische Sportarten, und vieles mehr wird angeboten.
Der im Ortsteil Bernbach beheimatete SV 1919 Bernbach spielte in der Oberliga Hessen und galt als einer der besten „Dorfvereine“ Hessens.
Am Hof Trages bei Somborn entstand in den 1990ern ein 18-Loch-Golfplatz.
Wasserliebende Freigerichter kommen im Hallenbad „Platsch“ auf ihre Kosten; auch eine Sauna steht dort zur Verfügung.

### Regelmäßige Veranstaltungen
In Freigericht finden regelmäßig kleinere und größere Feste statt, die von den ansässigen Vereinen organisiert werden.
Am Kerb-Wochenende, dem ersten Wochenende im September, finden in allen Ortsteilen Feste statt, das größte davon im kleinsten Ortsteil Horbach. Veranstalter hier ist seit den 1990er Jahren der „Gesangverein Eintracht Edelweiß e. V.“ und die Fördervereine des Gesangvereins. Die Horbacher Kerb ist die größte Kerb im Main-Kinzig-Kreis.

### Kulinarische Spezialitäten
Die Freigerichter Küche ist herzhaft. Eine Spezialität sind hausgemachte Kuchen, hier zuallererst der Freigerichter Hefekuchen vom Blech.

## Wirtschaft und Infrastruktur

### Verkehr
Nördlich von Freigericht verläuft die A 66 von Frankfurt nach Fulda. Im südlichen Bereich verläuft die L3202 von Gelnhausen nach Alzenau.

#### Freigerichter Kleinbahn
Die Freigerichter Kleinbahn verkehrte zwischen 1904 und 1955 zwischen den Bahnhöfen Langenselbold und Gelnhausen an der Strecke Frankfurt am Main–Fulda und erschloss die Ortsteile des Freigerichts und Hasselroths. Für das Wirtschaftsleben der kleinen Orte hatte sie entscheidende Bedeutung, denn die Einwohner konnten nun in das Rhein-Main-Gebiet pendeln (Hanau, Offenbach am Main, Frankfurt). Gleichzeitig siedelten sich im Freigericht Betriebe an, in denen hauptsächlich Frauen (unter anderem in Heimarbeit) tätig waren. Mit Zunahme des Straßenverkehrs in den 1950er Jahren war der Betrieb der Kleinbahn nicht mehr wirtschaftlich und wurde eingestellt.

### Bildung

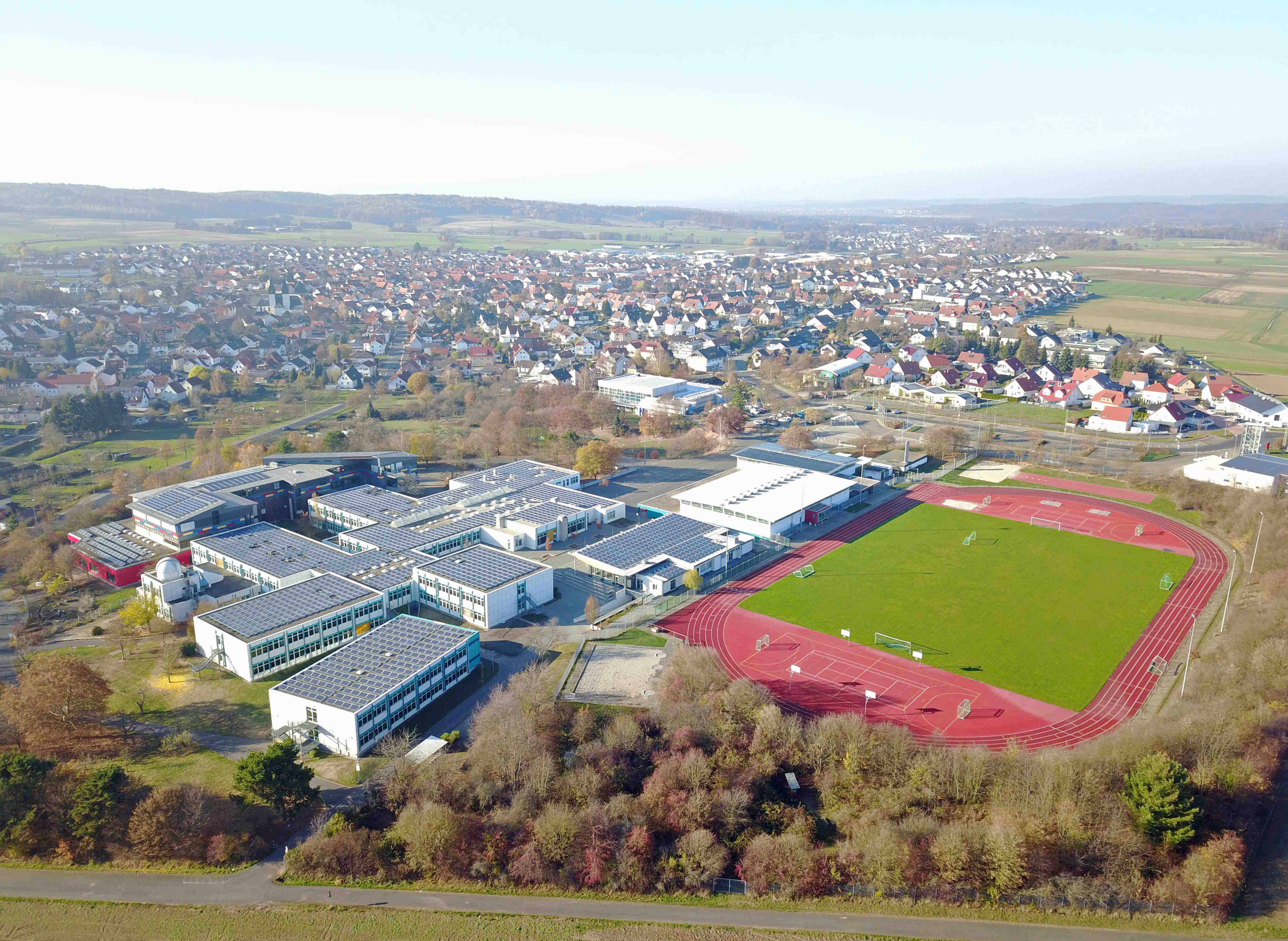
Kopernikus-Schule (Blickrichtung Westen)

#### Grundschulen
- Bischof-Dr.-Christian-Schreiber-Schule (Ortsteil Somborn)
- Schule am Dorfplatz (Ortsteil Altenmittlau)
- Regenbogenschule (Ortsteil Bernbach)
- Schule der bunten Raben (Ortsteil Horbach)
- Konrad-Neumann-Schule (Ortsteil Neuses)

#### Weiterführende Schulen
- Kopernikusschule (Kooperative Gesamtschule mit gymnasialer Oberstufe, Europaschule)

## Persönlichkeiten

### Söhne und Töchter der Gemeinde
- Christian Schreiber (1872–1933), Bischof von Meißen und erster Bischof von Berlin
- Adam Müller, genannt Millerche (1863–1932), Volksdichter, Sänger und Humorist hessischer Mundart
- Konrad Trageser (1884–1942) war katholischer Priester. Aufgrund „wehrkraftzersetzender Äußerungen“ wurde er 1941 inhaftiert und verstarb nach einer Blutvergiftung im KZ Dachau
- Josef Benzing (1904–1981), Bibliothekar und Luther-Bibliograph und Erforscher des Buchdrucks
- Heinrich Huth (1920–1990), deutscher Leichtathlet
- Adolf Schmitt-Weigand (* 1934), Verwaltungsjurist
- Gerhard Benzing (* 22. März 1939 in Freigericht-Neuses; † 10. Mai 2008 in Fulda) war von 1973 bis 2006 Pfarrer in der Pfarrei St. Goar in Flieden, von 1988 bis 2002 Dekan im Dekanat Neuhof und ab 2006 Ehrenbürger der Gemeinde Flieden.
- Karlheinz Diez (* 1954), Titularbischof von Villa Regis und Weihbischof in Fulda
- Iris Biba-Pöschl (* 1964), Langstreckenläuferin
- Hans-Jürgen Fischer (* 1966), Tischtennis-Nationalspieler

### Weitere Persönlichkeiten, die mit der Gemeinde in Verbindung stehen
- General Orlow (1786–1861), russischer Fürst und Feldherr, soll im Zuge der Napoleonischen Kriege im Somborner Gasthaus Freigericht übernachtet haben; dort wurde ein Zimmer nach ihm benannt.
- Adolf Amberg (1874–1913), Künstler, unter anderem Aachener Ratssilber, Porzellanarbeiten zur preußischen Kronprinzenhochzeit 1905.
- Martin Trageser (* 1943 in Freigericht-Somborn), Politiker (CDU), lebte in Freigericht (Herderstraße).
- Peter Dudek (* 1949), Erziehungswissenschaftler, Lehrer, Hochschullehrer, Autor und Publizist, lebt seit vielen Jahren in Freigericht.
- Irina Mikitenko (* 1972), Langstreckenläuferin
- Marcos Álvarez (* 1991), Fußballspieler, ging hier zur Schule.

#### Persönlichkeiten, die mit Hof Trages in Verbindung stehen
- Friedrich Carl von Savigny (1779–1861), preußischer Rechtsgelehrter und Minister. Sein Sarg wurde 1875 aus der St. Hedwigs-Kathedrale in Berlin in die Familiengruft auf Hof Trages übergeführt.
- Clemens Brentano (1778–1842), Schriftsteller, schrieb auf dem Hof Trages sein berühmtes Märchen Gockel, Hinkel und Gackeleia.
- Achim von Arnim (1781–1831), Vertreter der Heidelberger Romantik und Freund Savignys.
- Bettina von Arnim (1785–1859), geborene Brentano, Schwester von Clemens Brentano und Schwägerin Savignys. Gewürdigt auf dem 5-DM-Schein der letzten Serie 1989–2001.
- Karoline von Günderrode (1780–1806), Schriftstellerin und Mitglied des Freundeskreises um Savigny.
- Karl Friedrich von Savigny (1814–1875), Sohn Friedrich Carls, preußischer Diplomat und Politiker, Studienkollege Bismarcks und Mitbegründer der Zentrumspartei.

### Ehrungen und Auszeichnungen
Die von der Gemeinde Freigericht verliehenen Ehrungen und Auszeichnungen umfassen:
- Ehrenbürger, für Menschen, die sich in besonderer Weise um die Gemeinde bemüht haben
- Ehrenbezeichnungen wie Ehrenbürgermeister oder Gemeindeältester, für Menschen, die mindestens 20 Jahre ihr Mandat ausgeübt haben
- Bürgermedaille „Bischof-Dr.-Christian-Schreiber-Medaille“, für langjährige politische Tätigkeit, vorbildliches bürgerschaftliches Verhalten, Verdienste um die Völkerverständigung, Verdienste auf wissenschaftlichem, kulturellem, sportlichem oder sozialem Gebiet
- Jährliche Auszeichnungen (jeweils mit 300 € dotiert)
  - „Bürgerpreis der Gemeinde Freigericht für ehrenamtliche Sozialarbeit“
  - „Anerkennungspreis der Gemeinde Freigericht für besondere Aktivitäten und Leistungen in der Jugendarbeit“
  - „Umweltpreis der Gemeinde Freigericht“
  - „Kulturpreis der Gemeinde Freigericht für künstlerische und kulturelle Leistungen“